# ديفيد كولينا
ديفيد كولينا (مواليد 19 يوليو 2000) هو لاعب كرة قدم كرواتي يلعب في مركز الظهير الأيسر في نادي هايدوك سبليت.

## روابط خارجية
- ديفيد كولينا على موقع اتحاد كرواتيا (الكرواتية)
- ديفيد كولينا على موقع قاعدة بيانات كرة القدم.إي يو (الإنجليزية)
- ديفيد كولينا على موقع Soccerbase.com (لاعب) (الإنجليزية)
- ديفيد كولينا على موقع Soccerway.com (الإنجليزية)
- ديفيد كولينا على موقع عالم كرة القدم.نت (الإنجليزية)